# أفونسو مينديز دي ميلو
أفونسو مينديز دي ميلو هو سياسي برتغالي، ولد في 1240 في مملكة البرتغال في البرتغال، وتوفي بنفس المكان في 1280.